# Bortolo Scarmagnan
Bortolo "Bartolomeu" Scarmagnan (Boschi Sant'Anna, 24 de junho de 1848 — São Paulo, 8 de agosto de 1932) foi um anarquista e irredentista italiano. Imigrou para o Brasil com sua família devido a perseguições ideológicas no Reino da Itália. Foi um influenciador durante a Republica Velha e constituiu uma grande família de artistas e intelectuais, no entanto, nenhum de seus descendentes apoiava suas ideias anarquistas. Foi o avô materno dos irmãos Abramo: Lelia, Athos, Beatriz, Livio, Mario, Claudio e  Fulvio.
Foi um dos principais organizadores anarquistas da Greve Geral em Curitiba no ano de 1917, como consequência de seu envolvimento foi preso e deportado para a Ilha do Diabo, de onde foi retirado, pois sua pregação ideológica ardente estava contaminando os soldados do presídio. Voltou para São Paulo onde continuou lutando por seus ideais revolucionários.
Bortolo é lembrado por Fulvio Abramo em entrevista a revista "Teoria e Debate" em dois trechos, o primeiro trecho se refere a relação dele para com Bortolo e o segundo trecho sobre a influencia de seu avô para com suas leituras anarquistas :
"Além disso, no Dante Alighieri aprendíamos muito bem literatura universal, história etc. A Divina Comédia, por   exemplo, nós passamos três anos lendo, comentando e estudando. Sem falar nos clássicos latinos e gregos. À parte esta educação clássica e aparentemente conservadora, recebíamos o influxo da participação do meu avô, que era forte dentro da família. Não apenas na minha família, mas também na família da outra filha do meu avô Bôrtolo, a Eginia, que era casada com um socialista italiano chamado Ettore Tommasini. Estavam sempre conosco, com seus filhos Alfio, um moço muito inteligente, que se dedicou precocemente à luta sindical, e o Arnaldo, mais novo. Meu avô, ajudado por seu filho Olindo, era confeiteiro. Uma vez ele juntou muito dinheiro e não achava certo um anarquista ter dinheiro. Então visitou os parentes na Itália, e quando voltou não tinha mais nenhum tostão. Como ele tinha seu próprio negócio, não era sindicalizado, mas era um anarquista superativo, que fazia discursos em praça pública. O último desses discursos que eu vi foi na praça da Sé, acho que em 1926. Ele falou por quase uma hora, naquela mistura de italiano, venetto e português, que realmente mantinha a massa empolgada. Era uma manifestação conduzida pelas centrais sindicais."
"Mas é claro. Eu passava boa parte de minhas férias na casa de meu avô, que fazia com que eu lesse pra ele, em voz alta, os velhos anarquistas, como Kropotkin e Bakunin. Eu tinha dez, onze anos. Era uma forma muito   inteligente dele fazer a gente se interessar pelo assunto. Como já líamos muito bem o italiano... porque em português não havia nada.".